# Marci Miller
Marci Miller (North Liberty, 2 agosto 1988) è un'attrice statunitense.
Nota principalmente per il ruolo di Abigail Deveraux in Il tempo della nostra vita.

## Biografia
Marci Miller è nata il 2 agosto 1988 a North Liberty, in Indiana. Ha frequentato la John Glenn High School di Walkerton, dove ha basket e recitazione. Successivamente, ha studiato al Bethel College. Dopo la laurea, si è trasferita a Louisville, in Kentucky, per iniziare la sua attività teatrale. In seguito, ha studiato al Baron Brown Studio di Santa Monica, in California.

## Carriera
Ha iniziato a recitare nel film del 2009 The Perfect Gift. Nel 2011, ha recitato nel film 1 Message e nel 2015, in The Amateur. Nello stesso anno, ha interpretato Simone nel film Most Likely to Die. Nel 2016, ha interpretato Sarah in American Fable, Molly Nelson in End of Fall ed è apparsa in XOXO. Nel 2017, ha recitato nel film Death Race 2050. Nel 2020, ha interpretato la protagonista Karen, nel film di Michael Feifer Il buon samaritano. Nel 2021, ha impersonato la protagonista Josephine Allister in F.E.A.R.. Nel giugno 2016, è entrata a far parte del cast Il tempo della nostra vita, nel ruolo di Abigail Deveraux ruolo che ricopre fino al 2022. Per questo ruolo, è stata candidata a tre Daytime Emmy Awards, come miglior attrice protagonista in una serie drammatica.

## Vita privata
Marci Miller è sposata con Ryan Matteson. La coppia ha una figlia, nata nel 2021.

## Filmografia

### Cinema
- The Perfect Gift, regia di Jefferson Moore (2009)
- 1 Message, regia di Jefferson Moore (2011)
- The Amateur, regia di Carlton Sugarman (2014)
- The Aspect Ratio, regia di Ari Dassa (2014)
- Most Likely to Die, regia di Anthony DiBlasi (2015)
- American Fable, regia di Anne Hamilton (2016)
- XOXO, regia di Christopher Louie (2016)
- End of Fall, regia di Joselito Seldera (2016)
- J plus C, regia di Santiago Salviche (2016)
- Death Race 2050, regia di G.J. Echternkamp (2017)
- Children of the Corn: Runaway, regia di John Gulager (2018)
- Il buon samaritano (Sinister Stalker), regia di Michael Feifer (2020)
- The Circular City, regia di Ari Dassa (2020)
- F.E.A.R., regia di Geoff Reisner e Jason Tobias (2021)
- Parallel Worlds: A Psychedelic Love Story, regia di Brandon Beckner (2023)

### Televisione
- Il tempo della nostra vita (Days of Our Lives) - serie TV, 413 episodi (2016-2022)
- Gods of Medicine - serie TV, episodio 1x01 (2018)
- Nova Vita - serie TV, 10 episodi (2021)

## Riconoscimenti

### Daytime Emmy Awards
- 2018 - Candidatura alla migliore attrice in una serie drammatica per Il tempo della nostra vita
- 2019 – Candidatura alla migliore attrice in una serie drammatica per Il tempo della nostra vita
- 2022 – Candidatura alla migliore attrice in una serie drammatica per Il tempo della nostra vita